# Geocrinia alba
Geocrinia alba is een kikker uit de familie Australische fluitkikkers (Myobatrachidae). De soort werd voor het eerst wetenschappelijk beschreven door Grant Wardell-Johnsonn en John Dale Roberts in 1989.
De soort komt voor in Australië. Deze soort is door de IUCN als kritiek beoordeeld.
Geocrinia alba leeft in het zuidwesten van West-Australië. Het verspreidingsgebied is sinds 2000 met dertig procent afgenomen.
Een fokprogramma is opgezet door Perth Zoo. Deze dierentuin zet zich bovendien in voor beschermingsprojecten in het natuurlijke leefgebied van de soort. In 2010 werden voor het eerst exemplaren van het kweekprogramma van Perth Zoo uitgezet in het wild.